# Pedići
Pedići är en ort i Bosnien och Hercegovina.   Den ligger i entiteten Federationen Bosnien och Hercegovina, i den centrala delen av landet, 50 km norr om huvudstaden Sarajevo. Pedići ligger 736 meter över havet och antalet invånare är 304.
Terrängen runt Pedići är kuperad. Runt Pedići är det ganska tätbefolkat, med 93 invånare per kvadratkilometer.. Närmaste större samhälle är Zenica, 17,3 km väster om Pedići.
Omgivningarna runt Pedići är en mosaik av jordbruksmark och naturlig växtlighet.